# Røst
Røst ist eine Kommune im norwegischen Fylke Nordland. Die Kommune hat 458 Einwohner (Stand: 1. Januar 2025) und gehört zur Inselgruppe und Region Lofoten. Verwaltungssitz ist die Ortschaft Røstlandet. Die Fischerei stellt einen wichtigen Wirtschaftszweig für die Bewohner dar.

## Geografie

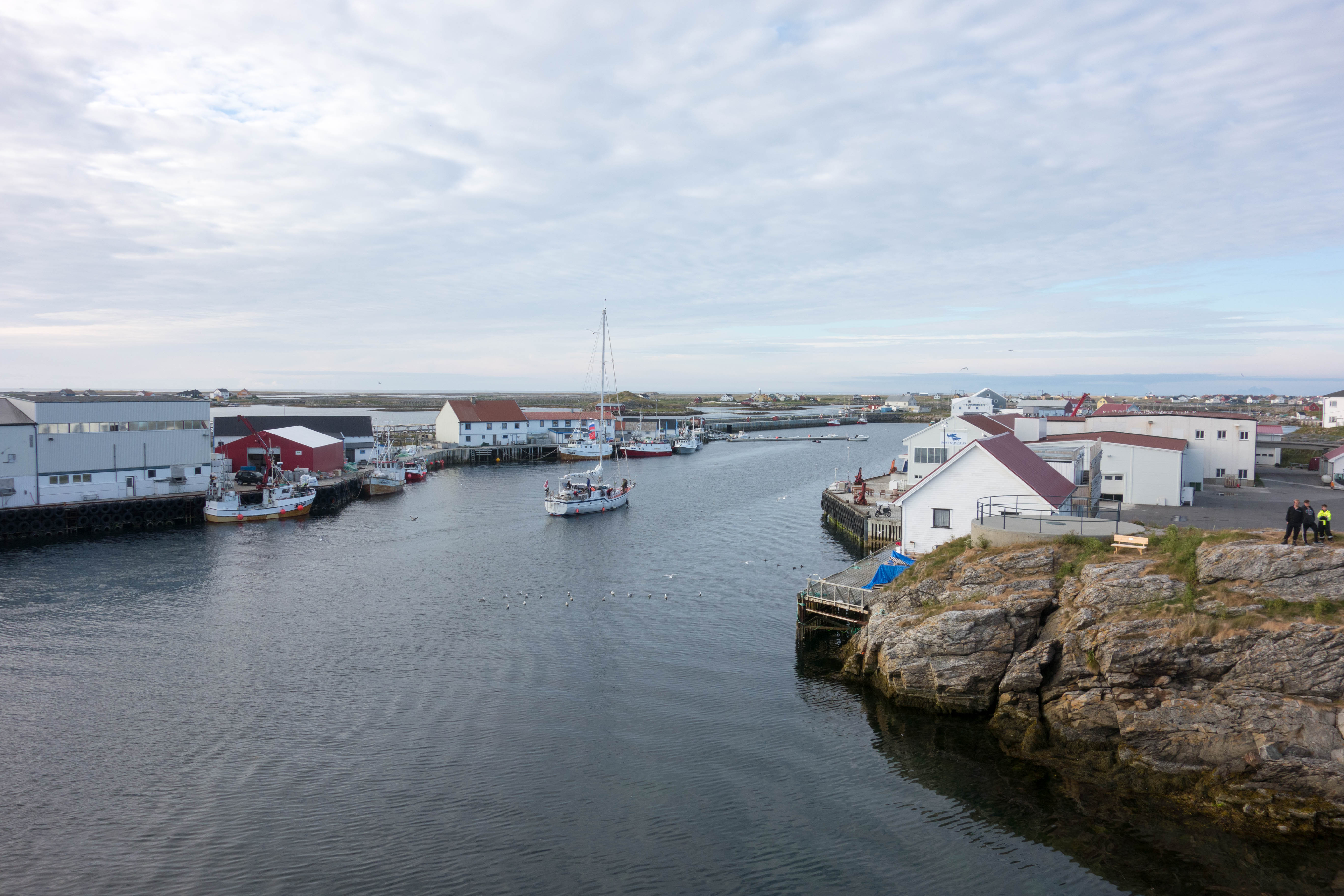
Blick auf Røst

Røst liegt im äußersten Südwesten der Inselgruppe Lofoten. Flächenmäßig handelt es sich bei Røst um die kleinste des Fylkes Nordland. Die Gemeinde erstreckt sich über mehrere Inseln, insgesamt gehören über 300 Inseln und Schären zu Røst. Die größte Insel ist Røstlandet mit einer Fläche von etwa 3,6 km². Ein hoher Anteil der Insel ist durch Moore und Seen bedeckt. Inseln wie Vedøya, Storfjellet und Nykan sind als Vogelinseln bekannt und viele Gebiete stehen unter Naturschutz. Aufgrund der steigenden Meerestemperatur und der damit einhergehenden Futterknappheit sinkt die Zahl der Vögel. Die Kommune Røst hat keine auf dem Land verlaufende Grenzen. Im Meer grenzt sie an Værøy im Norden und Nordosten, Bodø im Osten sowie Meløy und Rødøy im Südosten.
Auf der Hauptinsel Røstlandet liegt der höchste Punkt bei 11 moh. Einige der kleineren Inseln weiter südwestlich erreichen Höhen von über 200 moh. Die Erhebung Storfjellet auf der gleichnamigen Insel stellt mit einer Höhe von 259,3 moh. den höchsten Punkt der Kommune Røst dar. In der gesamten Kommune gibt es keine Waldgebiete.

## Klima
Der warme Nordatlantikstrom (die nördliche Verlängerung des Golfstroms), der die Inseln umströmt, bestimmt das Klima. Dies führt zu außergewöhnlich milden Wintern. Trotz der Lage weit nördlich des Polarkreises liegt in allen Monaten die Durchschnittstemperatur über dem Gefrierpunkt. Die Sommer sind kühl und es weht ein ständiger Wind.

## Einwohner
Røst gehört zu den im Landesvergleich einwohnerarmen Kommunen. Der Großteil der Einwohner lebt an der Ost- und der Südküste der Hauptinsel Røstlandet. Zudem sind einige der südlich davon liegenden Inseln, die über Brücken mit Røstlandet verbunden sind, bewohnt. Nach der Gründung der Kommune im Jahr 1928 stieg die Einwohnerzahl zumeist leicht an oder hielt sich stabil. Im Jahr 1967 wurden 856 Bewohner erreicht. Etwas später begannen die Zahlen stark zurückzugehen. Røstlandet ist der einzige sogenannte Tettsted, also die einzige Ansiedlung, die für statistische Zwecke als eine städtische Siedlung gewertet wird. Zum 1. Januar 2024 lebten dort 321 Einwohner. Røst war im Jahr 2020 die Kommune mit dem zweitgeringsten Anteil an Personen mit Hochschul- oder Universitätsabschluss in ganz Norwegen. Insgesamt fielen nur 15,4 Prozent der Einwohner über 16 Jahre in diese Kategorie. Der Landesdurchschnitt lag bei 35,3 Prozent.
Die Einwohner der Gemeinde werden Røstværing genannt. Offizielle Schriftsprache ist wie in vielen Kommunen in Nordland Bokmål, also die weiter verbreitete der beiden norwegischen Sprachformen.
| Jahr          | 1986 | 1990 | 1995 | 2000 | 2005 | 2010 | 2015 | 2020 | 2025 |
| ------------- | ---- | ---- | ---- | ---- | ---- | ---- | ---- | ---- | ---- |
| Einwohnerzahl | 726  | 631  | 693  | 666  | 602  | 612  | 545  | 498  | 458  |

## Geschichte
Die Kommune Røst entstand 1928, als sie von Værøy abgespalten wurde. Die neue Gemeinde hatte bei ihrer Gründung 731 Einwohner, Værøy verblieb mit 941 Personen.
In Røst gab es in der Steinzeit mehrere Siedlungsorte. Die ältesten Hügelgräber sollen aus dem Jahr 850 stammen.
Auf der Insel Sandøya steht ein Denkmal für den venezianischen Kaufmann Pietro Querini, der im Januar 1432 nach einem Unglück mit einem Rettungsboot auf der Insel landete, da sein Schiff, die Querina gesunken war. Im Mai 1432 machten sich die Gruppe, die einen Reisebericht über Norwegen anfertigte, um Querini wieder auf den Rückweg.
Die Røst kirke ist eine Holzkirche aus dem Jahr 1900.

## Wirtschaft und Infrastruktur

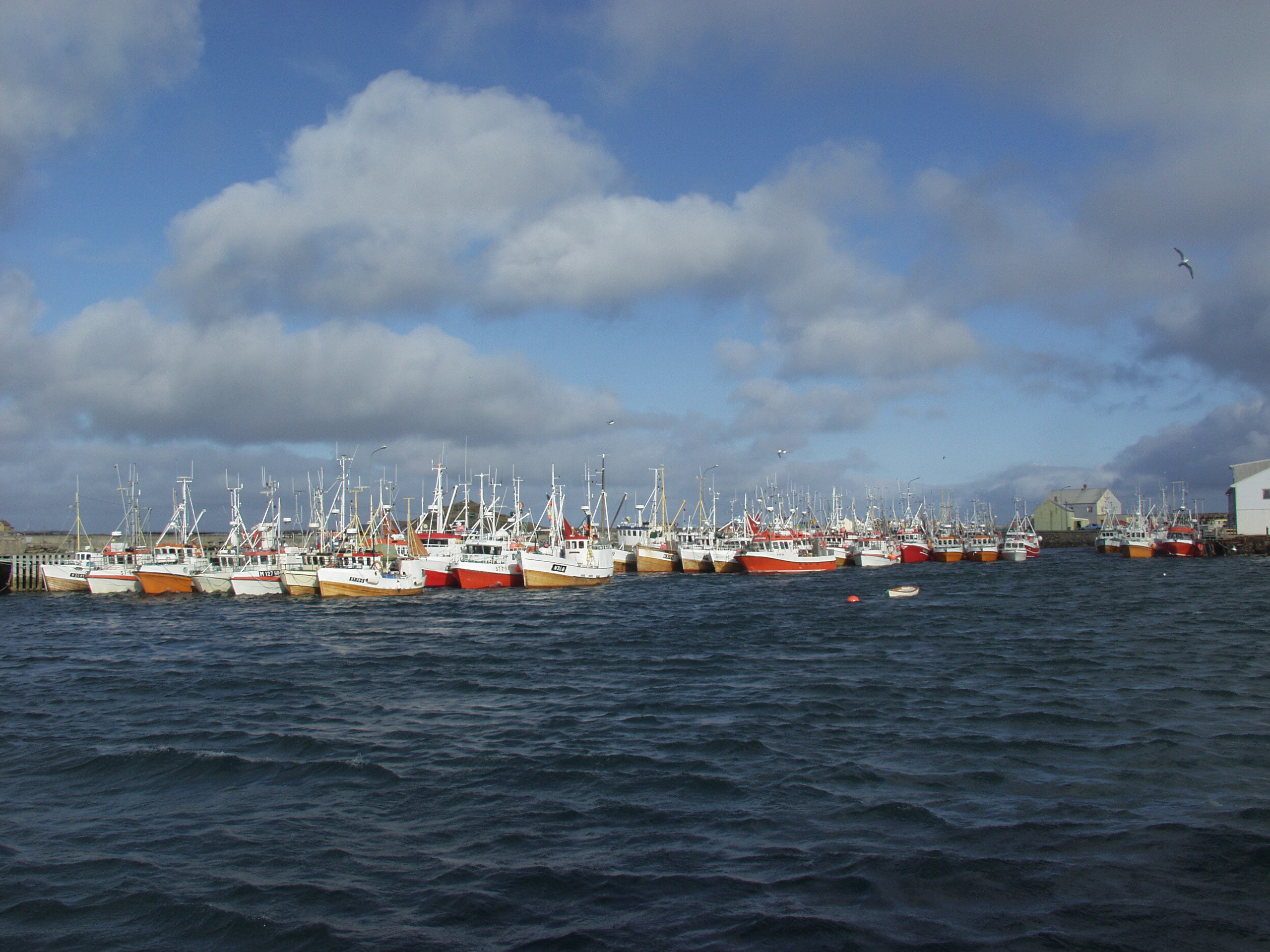
Fischerboote, März 2002

### Verkehr
An der Ostküste der Hauptinsel Røstlandet verläuft der Fylkesvei 7582. In der Ortschaft Røstlandet zweigt der Fylkesvei 7586 in den Norden zum Flughafen Røst ab. Im Süden führt der Fylkesvei 7582 über Brücken weiter auf die dort liegenden kleineren Inseln. An der Südküste der Insel Sør-Tjyvsøya legen Fähren in die Kommunen Værøy und Bodø ab. Eine Straßenanbindung an andere Kommunen besteht nicht. Der Flughafen wird von Avinor betrieben.

### Wirtschaft
In der Vergangenheit baute sich die Lokalwirtschaft hauptsächlich auf der Fischerei auf. Auch heute hat sie weitere eine große Bedeutung. Neben dem Fischfang ist die Fischerei auch für die Industrie in Form der Fischverarbeitung wichtig. In der Saison von Januar bis April wird der Kabeljau gefangen und anschließend zu Stockfisch verarbeitet. Ein großer Teil des Fangs wird nach Italien exportiert. Teilweise wird die Fischerei auch in Kombination mit Landwirtschaft ausgeübt. Dabei ist vor allem die Haltung von Schafen verbreitet. Neben der Fischerei gewann auch der Tourismus und somit auch der Dienstleistungssektor an Bedeutung. Im Jahr 2020 arbeiteten von 263 Arbeitstätigen 229 in Røst selbst, der Rest verteilte sich vor allem auf Bodø.

## Tierwelt

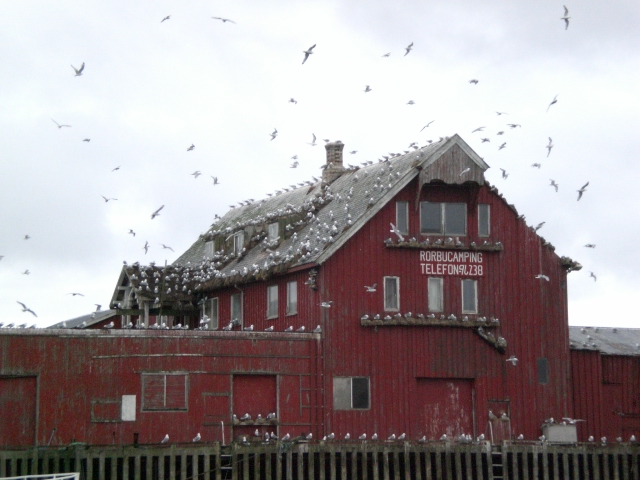
Vögel in Røst

### Vögel
Auf dem Archipel brüten folgende Seevogelarten:
- Papageientaucher
- verschiedene Seeschwalbenarten
- Austernfischer
- Dreizehenmöwe
- Eiderente

Des Weiteren gibt es auch Kolkraben und See- und Fischadler. Insgesamt gibt es ca. 2,5 Mio. Vögel.

### Säugetiere
Wie fast überall im europäischen Nordmeer kommen auch in den Gewässern um Røst Wale, wie zum Beispiel der Pottwal, vor. Allerdings werden hier keine Whale-watching-Safaris wie etwa in Andenes angeboten.

## Name und Wappen
Das seit 1986 offizielle Wappen der Kommune zeigt drei schwarze Kormorane auf silbernen Hintergrund. Der Gemeindename leitet sich vermutlich vom altnordischen Begriff rǫst ab, der für eine Wirbelströmung steht.